# FA Cup 1978-1979
La FA Cup 1978-1979 è stata la novantottesima edizione della competizione calcistica più antica del mondo. È stata vinta dall'Arsenal contro il Manchester Utd.

## Finale
| Arbitro: | Ron Challis (Kent) |

|                                         |           |                         |
| Talbot 12’ Stapleton 43’ Sunderland 89’ | Marcatori | 86’ McQueen 88’ McIlroy |